# Montgomery (Alabama)
Montgomery és la capital de l'estat d'Alabama, al sud dels Estats Units.
Va ser la primera capital dels Estats Confederats d'Amèrica.
Després de ser antiga capital dels Estats Confederats del Sud dels Estats Units i de ser el lloc a on van acabar les marxes de Selma a Montgomery, liderades per Martin Luther King contra la segregació racial als Estats Units després del boicot als autobusos de la ciutat protagonitzat per l'activista Rosa Parks, a l'octubre de 2019 va tenir per primera vegada un alcalde negre, Steven Reed.

## Població
- 198.325 habitants.

## Geografia
- Altitud: 76 metres.
- Latitud: 32° 22′ N
- Longitud: 086° 18′ O